# M-325

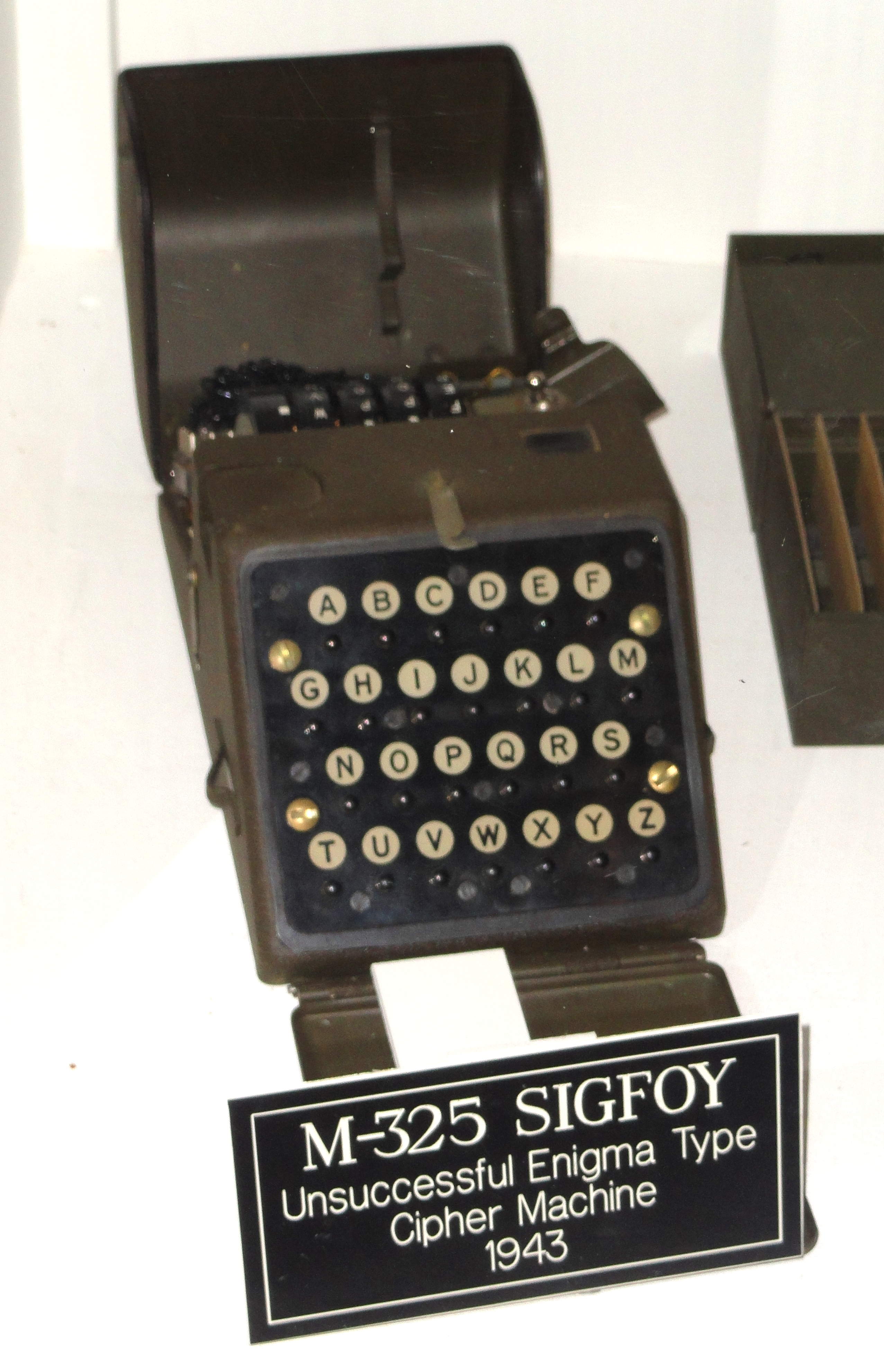
M-325 im National Cryptologic Museum, Fort Meade, Maryland

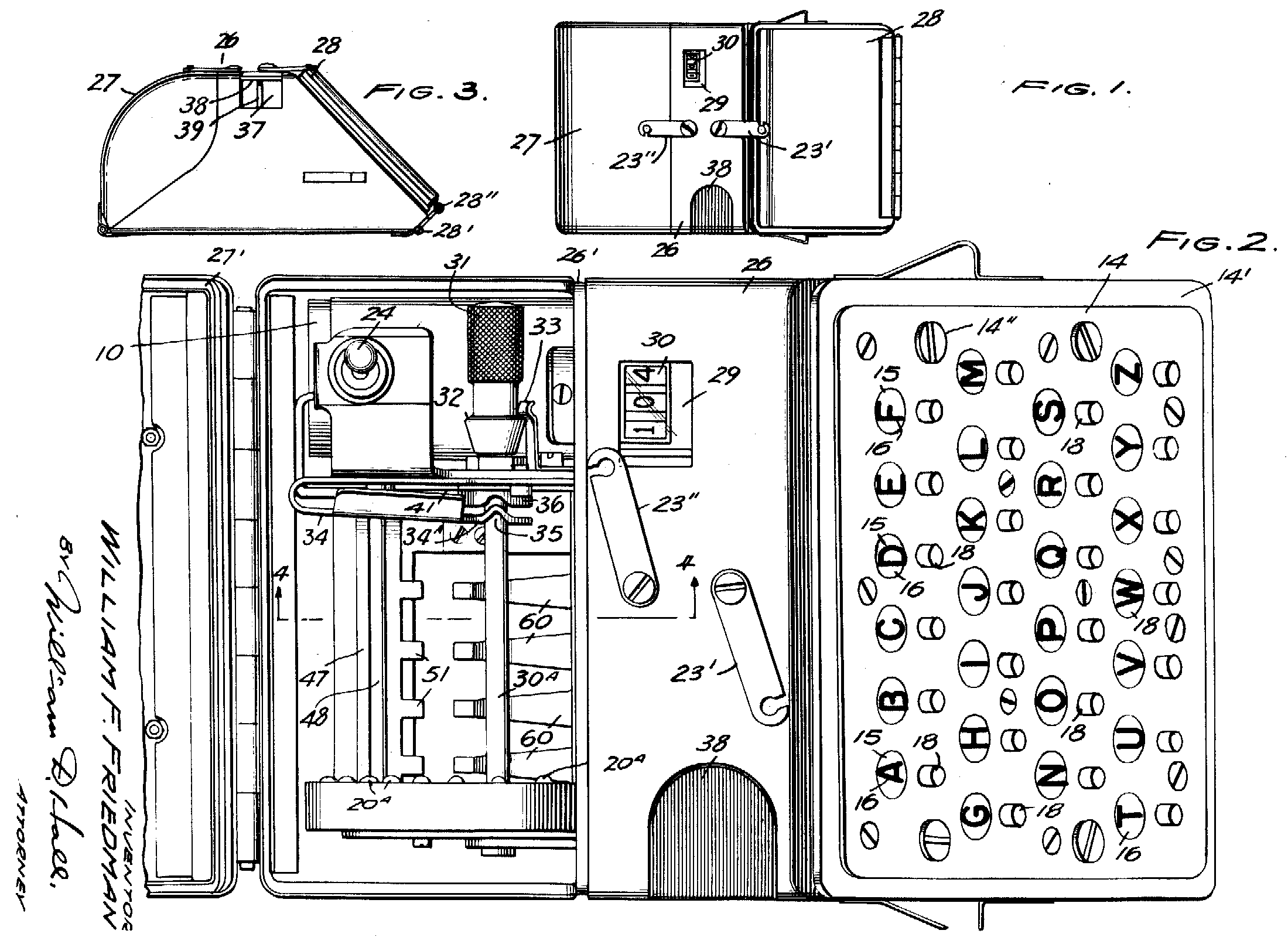
Zeichnung aus Friedmanns Patentschrift (11. August 1944)

Bei der M-325 (Deckname: SIGFOY) handelt es sich um eine von William F. Friedman 1936 in den USA entwickelte Rotor-Schlüsselmaschine. Zwischen 1944 und 1946 wurden 1100 Exemplare davon im diplomatischen Dienst der USA, dem United States Foreign Service, eingesetzt. 1946 wurde der Gebrauch der M‑325 eingestellt, da sie die in sie gesetzten Erwartungen in Hinblick auf Betriebssicherheit und Geschwindigkeit nicht erfüllen konnte. Ein von Friedman am 11. August 1944 eingereichtes Patent für die M‑325 wurde am 17. März 1959 erteilt (US patent #2,877,565).

## Funktionsweise
Die Funktionsweise der M-325 war im Kern identisch zur Enigma. Die M-325 besaß wie die Enigma drei im Laufe der Ver- bzw. Entschlüsselung weiterrückende Rotoren und eine nicht weiterrückende Umkehrwalze. Wie bei einigen kommerziellen Enigma-Varianten konnte die Umkehrwalze aber von Hand auf eine von 26 Positionen gestellt werden. Die auf  abgebildete M-325 besitzt im Unterschied zu der von der deutschen Wehrmacht benutzten Enigma I kein Steckerbrett. Laut  existierte aber auch eine Version mit Steckerbrett. 
Die Fortschaltung der drei Rotoren wurde mithilfe von Übertragskerben gesteuert. Die Rotoren der M-325 besaßen jeweils fünf Kerben (siehe ), wohingegen die Rotoren der meisten Enigma-Modelle nur ein oder zwei Kerben aufwiesen. (Die Walzen der Enigma-T hingegen hatten ebenso fünf Kerben.) Die Bewegung der Rotoren der M-325 war daher weitaus unregelmäßiger als bei der Enigma I, was die unbefugte Entzifferung deutlich erschwerte. Der auf  gezeigte Rotorkasten besitzt neun Fächer, was den Schluss nahelegt, dass neben der Umkehrwalze acht weitere Rotoren zur Verfügung standen, aus denen zum Betrieb der Maschine jeweils drei ausgewählt wurden. Aus  kann weiterhin geschlossen werden, dass die Rotoren der M-325 nur in einer Orientierung in die Maschine eingesetzt werden konnten.

## Bedienung
Die Ausgabe der ver- bzw. entschlüsselten Zeichen erfolgte wie bei der Enigma über ein Lampenfeld. Unter den mit den Zeichen des Alphabets beschrifteten Lampen befanden sich Knöpfe, die gedrückt werden mussten, wenn das jeweilige Zeichen ver- oder entschlüsselt werden sollte. Nach der Ver- oder Entschlüsselung eines jeden Zeichens musste der Bediener zusätzlich einen weiteren Knopf drücken, der das Weiterrücken der Rotoren auslöste.  